# 프리다 한스도테르
프리다 마리에 한스도테르(스웨덴어: Frida Marie Hansdotter, 1985년 12월 13일~)는 스웨덴의 은퇴한 알파인 스키 선수로 2018년 동계 올림픽 여자 회전 종목에서 금메달을 획득했다. 스웨덴의 다니엘 공작의 사촌으로 잘 알려져 있다.